# إدي باس
إدي باس هو سياسي أمريكي، ولد في 3 نوفمبر 1957 في مقاطعة غيلز في الولايات المتحدة. نشط حزبياً في الحزب الديمقراطي. وقد انتخب عضو مجلس نواب تينيسي ‏.